# Bonhams
Bonhams ist ein Kunstauktionshaus mit Sitz in London.
Bonhams, 1793 gegründet, rangiert als weltweit drittgrößtes Kunstauktionshaus hinter Sotheby’s und Christie’s. Der repräsentative Hauptsitz des Unternehmens befindet sich in der New Bond Street. Die modernen Räumlichkeiten wurden nach Umbauten unter der Leitung des Architekten Alex Lifschutz im Oktober 2013 eröffnet.
Das Auktionshaus, dessen Wurzeln bis in die georgianische Zeit zurückreichen, ist in seiner heutigen Form aus dem Zusammenschluss von Bonhams & Brooks und Phillips Son & Neale im November 2001 entstanden. Diese Fusion von familiengeführten Unternehmen und anderen Anteilseignern ermöglichte dem Haus einen einzigartigen Aufschwung. Seitdem gehören die Abteilungen für Schmuck und Juwelen, Asiatische Kunst und Gemälde zu den starken Sparten des Hauses. Im Bereich der klassischen Automobile und Motorräder zählt es zu den Marktführern in Europa und hält mit den 38,115 Mio. US-Dollar, die 2014 für einen Ferrari 250 GTO Berlinetta (1962) erzielt wurden, den Weltrekordpreis.
Im August 2002 wurde Butterfields, das führende Auktionshaus der US-amerikanischen Westküste, übernommen. Dadurch hat Bonhams auch in Übersee stark an Präsenz gewonnen. Inzwischen führt das Haus zahlenmäßig mehr Versteigerungen als jedes andere Auktionshaus durch. Sie werden in den beiden Hauptauktionssälen in London (New Bond Street und Knightsbridge) sowie in drei weiteren Häusern in Großbritannien und Schottland abgehalten. Versteigerungen finden auch in den USA, Deutschland, Frankreich, Monaco, Hongkong und Australien statt. Bonhams unterhält Büros und Repräsentanzen in 25 Ländern und ist in 60 Fachgebieten tätig.

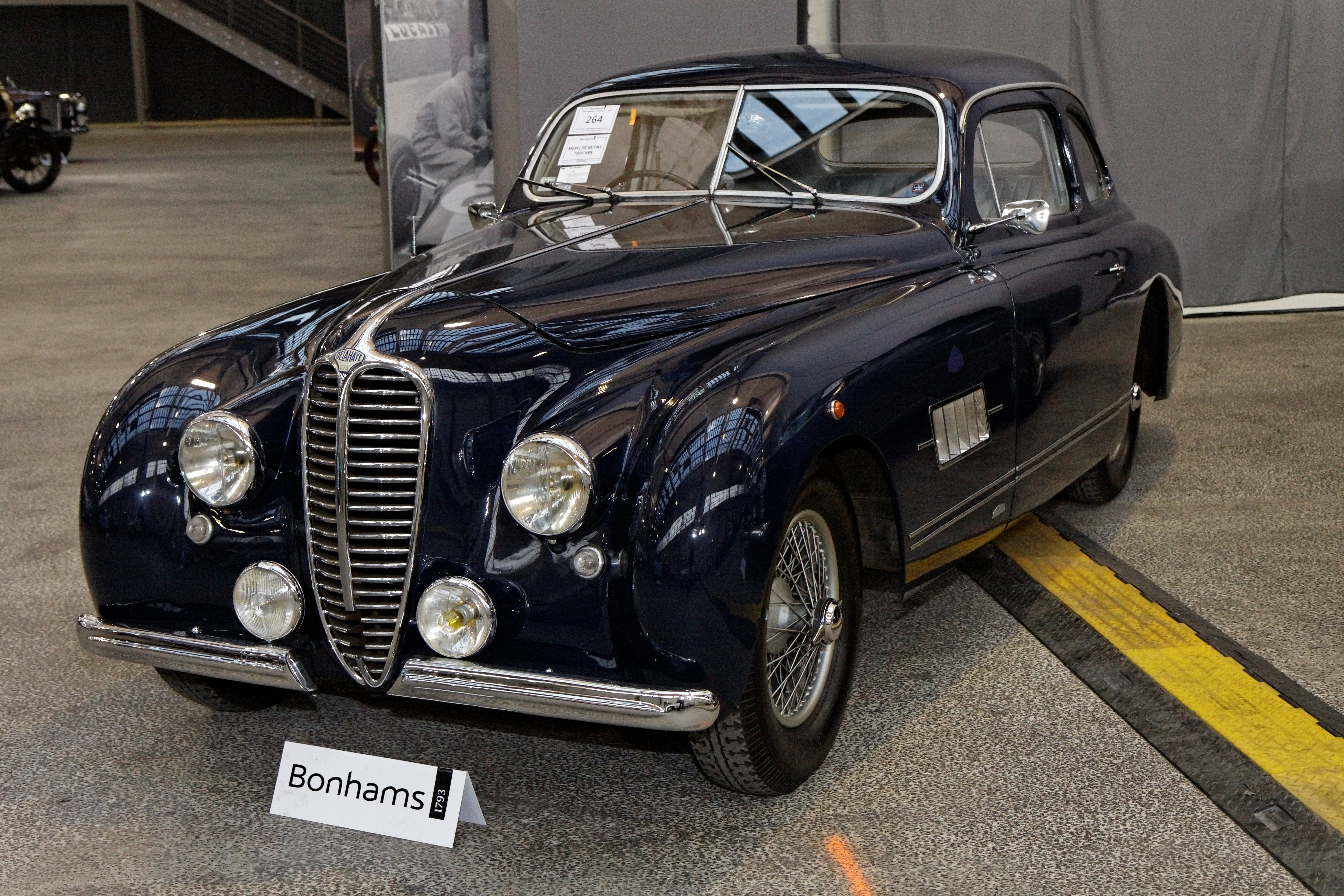
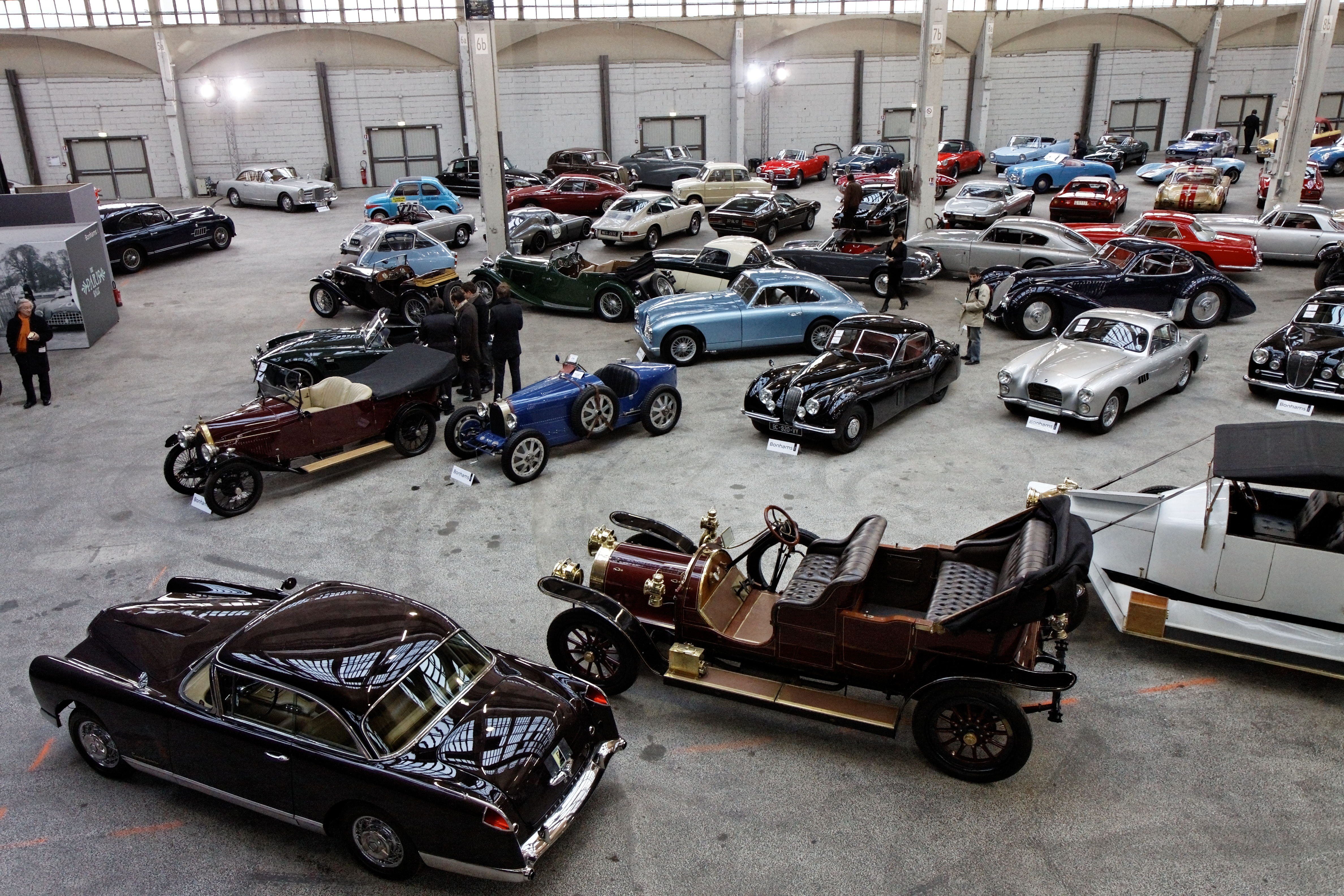
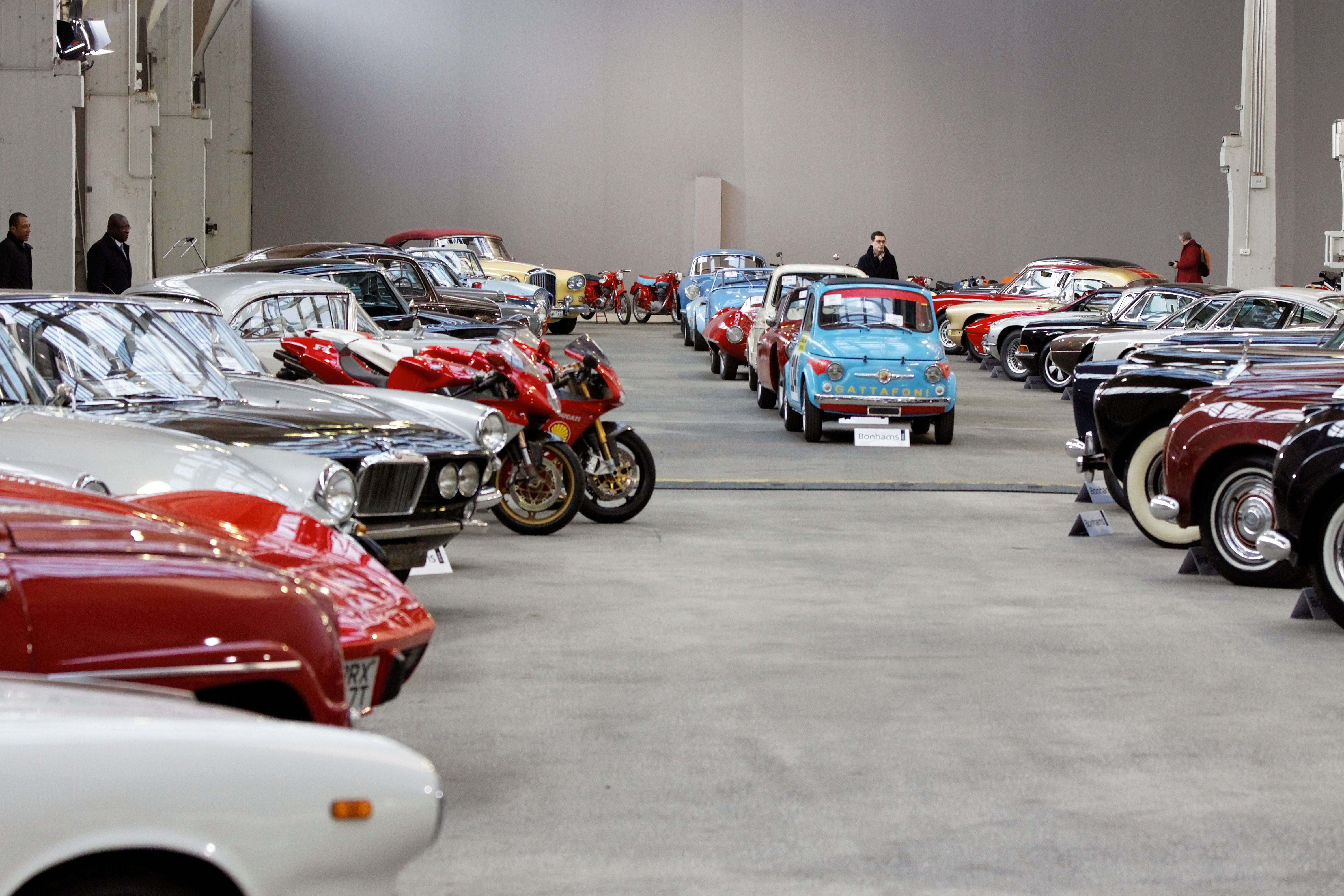